# Sœurs de Saint Joseph de Cracovie
Les sœurs de Saint Joseph de Cracovie (en latin : Congregationis Sororum Sancti Ioseph) forment une congrégation religieuse féminine enseignante et hospitalière de droit pontifical. 

## Historique
La congrégation est fondée par le prêtre Sigismond Gorazdowski (1845 - 1920) pour gérer une maison pour les sans-abris qu'il a ouverte à Lviv (dont le nom officiel était alors Lemberg), située en Pologne, dans la partie administrée à l'époque par l'Autriche-Hongrie. L'abbé Gorazdowski fait venir de Tarnopol quelques tertiaires franciscaines qui prennent l'habit religieux le 17 février 1884. Les sœurs s'occupent d'autres travaux commencés par Gorazdowski : une soupe populaire, un abri pour les malades, un centre pour enfants abandonnés et mères sans-abri.  La congrégation continue de croître après la mort du fondateur et connaît un grand développement dans la période de l'entre-deux-guerres. 
Après 1945 et le redécoupage de la Pologne (Ligne Curzon B), les religieuses sont forcées de quitter Lwow (qui entre dans la République socialiste soviétique d'Ukraine interdisant les congrégations catholiques), la maison-mère se déplace à Tarnów.
L'institut reçoit du pape le décret de louange le 1er avril 1910, il est affilié aux Frères Mineurs Capucins en 1922 et ses constitutions sont définitivement approuvées le 3 août 1937.

## Activités et diffusion
Les religieuses s'occupent des personnes âgées, des handicapés et des malades, des orphelins, de l'éducation des jeunes, des paroisses et travaillent dans les missions. 
Elles sont présentes en :
- Europe : Pologne, Allemagne, France, Italie,  Ukraine.
- Afrique : Cameroun, République du Congo, République démocratique du Congo, Gabon.
- Amérique : Brésil.

La maison généralice est à Cracovie.
En 2017, la congrégation comptait 474 sœurs dans 71 maisons.